# رشيد الحسن
رشيد الحسن (بالإنجليزية: Rashid Alhassan)‏ هو لاعب كرة قدم غاني، ولد في 2000.